# Luiz Oliveira da Silva
Luiz Gustavo Oliveira da Silva (São Paulo, Brasil; 8 de marzo de 2002), conocido como Luizão, es un futbolista brasileño. Juega de defensa central y su equipo actual es el West Ham United de la Premier League inglesa.

## Trayectoria
Luizão debutó profesionalmente en el São Paulo el 5 de mayo de 2022 ante el Everton por la Copa Sudamericana, fue empate sin goles.
El 1 de enero de 2023 se confirmó su transferencia al West Ham United de la Premier League inglesa.

## Estadísticas
Actualizado al último partido disputado el 9 de noviembre de 2022
| Club                       | Div.          | Temporada     | Liga  | Liga  | Copas nacionales | Copas nacionales | Copas internacionales | Copas internacionales | Total | Total |
| Club                       | Div.          | Temporada     | Part. | Goles | Part.            | Goles            | Part.                 | Goles                 | Part. | Goles |
| -------------------------- | ------------- | ------------- | ----- | ----- | ---------------- | ---------------- | --------------------- | --------------------- | ----- | ----- |
| São Paulo · Brasil         | 1.ª           | 2022          | 14    | 1     | 1                | 0                | 5                     | 0                     | 20    | 1     |
| São Paulo · Brasil         | Total club    | Total club    | 14    | 1     | 1                | 0                | 5                     | 0                     | 20    | 1     |
| West Ham United Inglaterra | 1.ª           | 2022-23       | 0     | 0     | 0                | 0                | —                     | —                     | 0     | 0     |
| West Ham United Inglaterra | Total club    | Total club    | 0     | 0     | 0                | 0                | 0                     | 0                     | 0     | 0     |
| Total carrera              | Total carrera | Total carrera | 14    | 1     | 1                | 0                | 5                     | 0                     | 20    | 1     |